# برواز دبي
يعد برواز دبي الذي يقع في زعبيل في إمارة دبي أحد معالم دبي التي أُنجِزَت عام 2015 حيث يرتفع 150 مترًا وعرضه يصل إلى 93 مترًا الهدف منه اظهار معالم إمارة دبي الحاضر والماضي معا في ايقونة فنية ضخمة. افتُتِح برواز دبي في شهر يناير من عام 2018  وبلغت التكلفة الاجمالية للمشروع 160 مليون درهم (44 مليون دولار أمريكي).
يقع برواز دبي بالقرب من بوابة النجوم، الموقع الترفيهي الشهير في حديقة زعبيل، وهو برواز أو إطار متكامل، يبرز معالم الإمارة بشكل فريد، ليشكل الفراغ القائم بين الضلعين صورة جميلة لمدينة دبي واضحة المعالم من علو شاهق، بحيث ينقل من جهة معالم ومباني شارع الشيخ زايد، لترمز إلى مدينة دبي الحديثة، فيما تضم الجهة الثانية من البرواز معالم لمناطق ديرة، (أم هرير والكرامة)، التي ترمز إلى دبي القديمة.
استخدم في عمليات بناء البرواز حوالي 9,900 متر مكعب من الاسمنت المعزز، بالإضافة لما يقارب 2000 طن من الفولاذ، و2,900 متر مربع من ألواح الزجاج، وهو مكسو بطبقة ذهبية من ورق الفولاذ بمساحة تعادل 15,000 متر مربع، وقد استلهمت قياسات البرواز انطلاقاً من النسبة الذهبية 1.618 التي تشكل توازناً مثالياً للهيكل بالنسبة للعديد من الفنانين والمهندسين المعماريين. ويتكون كل من البرجين من 48 طابقاً، مزودة بالمصاعد السريعة التي تصل إلى الطابق الأخير خلال 75 ثانية
ويراعي برواز دبي الزوار من أصحاب الهمم حيث يتوفّر منحدر للكراسي المتحركة من الشارع إلى الرصيف قرب المبنى الذي يمكن دخوله من دون درج وباستخدام أبواب واسعة ورافعة للكراسي المتحركة ومصعد وهناك خدمة مجانيّة لتوفير الكراسي المتحركة، وفريق مدرّب ومستعد للمساعدة و دورات مياه سهلة الاستخدام ويتميز  طابق المشاهدة في برواز دبي أيضاً بأرضيّة مستوية وناعمة تسمح بالتنقّل بسهولة.

## دبي القديمة
عند الصعود إلى برواز دبي وفي طابق الميزانين يوجد معرض دبي القديمة الذي يسلط الضوء على تاريخ دبي، ويروي قصة تطور الإمارة وماضيها، ويظهر معالمها القديمة، عن طريق عروض رقمية باستخدام المؤثرات السمعية والبصرية والحسية وأحدث الوسائل التقنية.

## دبي الحاضر
بعد الانتهاء من زيارة معرض دبي القديمة يصعد الزائر إلى أعلى البرواز، ليصل إلى الجسر الواصل بين البرجين والذي يتميز جزء منه بأرضيته المصنوعة من الزجاج الشفاف المقاوم للكسر، مما يوفر للزائر إمكانية مشاهدة معالم دبي القديمة والحديثة في جميع الاتجاهات.

## دبي المستقبل
يقع معرض دبي المستقبل في طابق الميزانين ولكن في البرج المقابل لمعرض دبي القديمة، ويمكن الانتقال إليه عبر نفق يشبه الدوامة مما يعطي الإحساس بالإنتقال عبر الزمن باستخدام مجموعة من المؤثرات الصوتية والضوئية الخاصة، والذي يعرض صورة دبي المتوقعة في المستقبل، وتوقعات الخبراء حول كيفية النمو المستقبلي للمدينة واحتوائها على طائرات للتنقل ومبانٍ متحركة.

## الجوائز
حصل برواز دبي على العديد من الجوائز المحلية والدولية ومنها:
- جائزة التميز من منتدى المنتزهات الترفيهية الرابع لعام 2018.
- جائزة أفضل أداء للعام خلال قمة أسباير 2018.
- شهادة موسوعة غينيس للأرقام القياسية لأكبر إطار في العالم 2019.
- أفضل مشروع في مجال السياحة والترفيه للعام في دولة الإمارات وفقاً لجوائز ميد لجودة المشاريع لعام 2019.
- شهادة تميز Trip Advisor لعام 2019.
- مركز الترفيه الداخلي للعام 2024 من منتدى المنتزهات الترفيهية.

وقد بلغ عدد زوار برواز دبي 1.7 مليون زائر خلال العام 2023.

## معرض الصور

تموز 2015
اكتوبر 2015
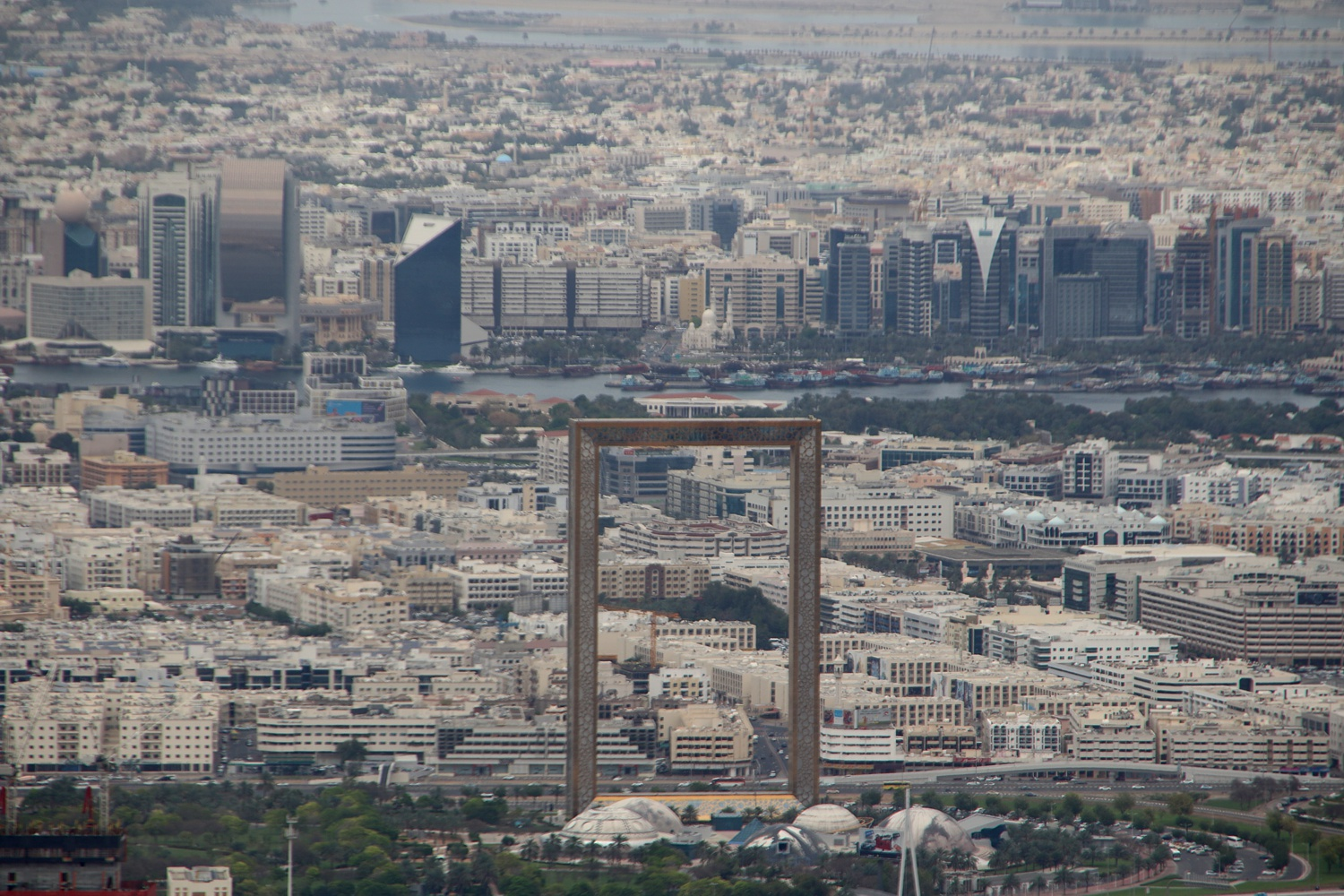
برواز دبي
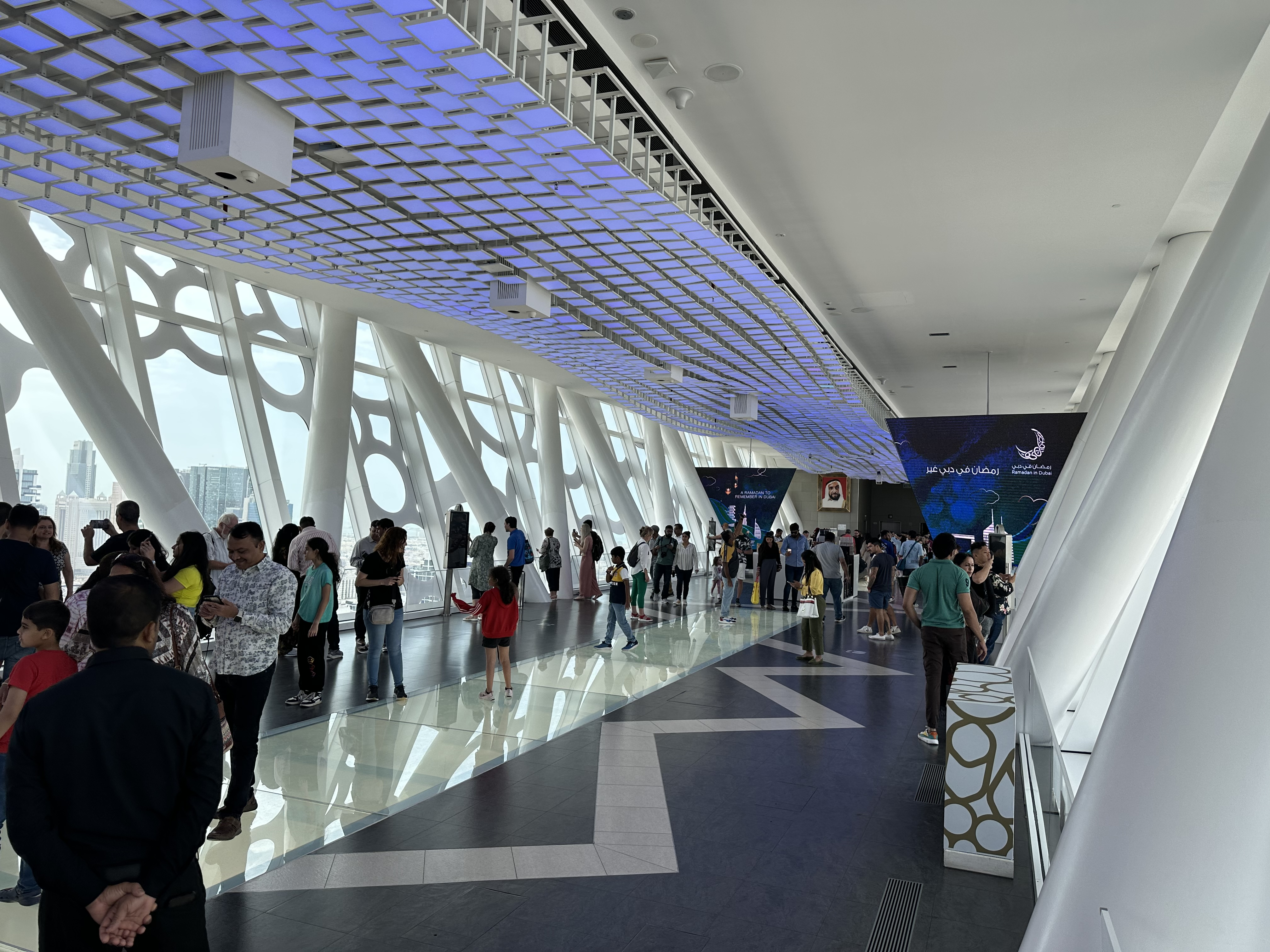
منصة المراقبة في برواز دبي